# Гозул
Го́зул (кат. Gósol, вимова літературною каталанською ['gɔzuɫ]) — муніципалітет, розташований в Автономній області Каталонія, в Іспанії. Код муніципалітету за номенклатурою Інституту статистики Каталонії — 251001. Знаходиться у районі (кумарці) Баргаза (коди району — 14 та BD) провінції Льєйда, згідно з новою адміністративною реформою перебуватиме у складі Баґарії (округи) Центральна Каталонія.

## Назва муніципалітету
Назва муніципалітету походить від пізньолатинського Gosal (вперше зафіксовано у 1250 р.).

## Населення
Населення міста (у 2007 р.) становить 223 особи (з них менше 14 років — 5,4 %, від 15 до 64 — 69,1 %, понад 65 років — 25,6 %). У 2006 р. народжуваність склала 0 осіб, смертність — 1 особа, зареєстровано 0 шлюбів. У 2001 р. активне населення становило 124 особи, з них безробітних — 11 осіб.

Серед осіб, які проживали на території міста у 2001 р., 226 народилися в Каталонії (з них 149 осіб у тому самому районі, або кумарці), 9 осіб приїхало з інших областей Іспанії, а 3 особи приїхали з-за кордону. 

Вищу освіту має 11,7 % усього населення. 

У 2001 р. нараховувалося 95 домогосподарств (з них 36,8 % складалися з однієї особи, 24,2 % з двох осіб,13,7 % з 3 осіб, 13,7 % з 4 осіб, 5,3 % з 5 осіб, 3,2 % з 6 осіб, 1,1 % з 7 осіб, 2,1 % з 8 осіб і 0 % з 9 і більше осіб).

Активне населення міста у 2001 р. працювало у таких сферах діяльності: у сільському господарстві — 16,8 %, у промисловості — 18,6 %, на будівництві — 15 % і у сфері обслуговування — 49,6 %. 

 У муніципалітеті або у власному районі (кумарці) працює 67 осіб, поза районом — 60 осіб.

### Безробіття
У 2007 р. нараховувалося 3 безробітних (у 2006 р. — 4 безробітних), з них чоловіки становили 66,7 %, а жінки — 33,3 %.

## Економіка

### Підприємства міста

#### Промислові підприємства
| \| Промислові підприємства міста, за сферою діяльності \| Промислові підприємства міста, за сферою діяльності \| Промислові підприємства міста, за сферою діяльності \| \| Рік \| 2002 р. \| 2001 р. \| \| --------------------------------------------------- \| --------------------------------------------------- \| --------------------------------------------------- \| \| Енергетичні та водні ресурси \| 100 % \| 100 % \| \| Хімія та метали \| 0 % \| 0 % \| \| Переробка металів \| 0 % \| 0 % \| \| Продукти харчування \| 0 % \| 0 % \| \| Текстиль \| 0 % \| 0 % \| \| Виробництво меблів, видання \| 0 % \| 0 % \| \| Інше \| 0 % \| 0 % \| \| Усього підприємств \| 1 \| 1 \| |         |         |
| Промислові підприємства міста, за сферою діяльності |         |         |
| Рік | 2002 р. | 2001 р. |
| Енергетичні та водні ресурси | 100 %   | 100 %   |
| Хімія та метали | 0 %     | 0 %     |
| Переробка металів | 0 %     | 0 %     |
| Продукти харчування | 0 %     | 0 %     |
| Текстиль | 0 %     | 0 %     |
| Виробництво меблів, видання | 0 %     | 0 %     |
| Інше | 0 %     | 0 %     |
| Усього підприємств | 1       | 1       |

#### Роздрібна торгівля
| \| Підприємства роздрібної торгівлі міста, за сферою діяльності \| Підприємства роздрібної торгівлі міста, за сферою діяльності \| Підприємства роздрібної торгівлі міста, за сферою діяльності \| \| Рік \| 2002 р. \| 2001 р. \| \| ------------------------------------------------------------ \| ------------------------------------------------------------ \| ------------------------------------------------------------ \| \| Продукти харчування \| 100 % \| 100 % \| \| Одяг та взуття \| 0 % \| 0 % \| \| Товари для дому \| 0 % \| 0 % \| \| Книги та періодичні видання \| 0 % \| 0 % \| \| Промислова хімічна продукція \| 0 % \| 0 % \| \| Продукція, пов'язана з транспортними засобами \| 0 % \| 0 % \| \| Інше \| 0 % \| 0 % \| \| Усього підприємств \| 2 \| 3 \| |         |         |
| Підприємства роздрібної торгівлі міста, за сферою діяльності |         |         |
| Рік | 2002 р. | 2001 р. |
| Продукти харчування | 100 %   | 100 %   |
| Одяг та взуття | 0 %     | 0 %     |
| Товари для дому | 0 %     | 0 %     |
| Книги та періодичні видання | 0 %     | 0 %     |
| Промислова хімічна продукція | 0 %     | 0 %     |
| Продукція, пов'язана з транспортними засобами | 0 %     | 0 %     |
| Інше | 0 %     | 0 %     |
| Усього підприємств | 2       | 3       |

#### Сфера послуг
| \| Підприємства міста, що працюють у сфері послуг, за діяльністю \| Підприємства міста, що працюють у сфері послуг, за діяльністю \| Підприємства міста, що працюють у сфері послуг, за діяльністю \| \| Рік \| 2002 р. \| 2001 р. \| \| ------------------------------------------------------------- \| ------------------------------------------------------------- \| ------------------------------------------------------------- \| \| Гуртова торгівля \| 20 % \| 20 % \| \| Готелі та готельний бізнес \| 40 % \| 40 % \| \| Транспорт та зв'язок \| 20 % \| 20 % \| \| Посередницькі фінансові послуги \| 0 % \| 0 % \| \| Послуги підприємствам \| 0 % \| 0 % \| \| Послуги фізичним особам \| 0 % \| 0 % \| \| Нерухомість та ін. \| 20 % \| 20 % \| \| Усього підприємств \| 5 \| 5 \| |         |         |
| Підприємства міста, що працюють у сфері послуг, за діяльністю |         |         |
| Рік | 2002 р. | 2001 р. |
| Гуртова торгівля | 20 %    | 20 %    |
| Готелі та готельний бізнес | 40 %    | 40 %    |
| Транспорт та зв'язок | 20 %    | 20 %    |
| Посередницькі фінансові послуги | 0 %     | 0 %     |
| Послуги підприємствам | 0 %     | 0 %     |
| Послуги фізичним особам | 0 %     | 0 %     |
| Нерухомість та ін. | 20 %    | 20 %    |
| Усього підприємств | 5       | 5       |

## Житловий фонд
У 2001 р. 6,3 % усіх родин (домогосподарств) мали житло метражем до 59 м2, 35,8 % — від 60 до 89 м2, 31,6 % — від 90 до 119 м2 і
26,3 % — понад 120 м2.

З усіх будівель у 2001 р. 13,9 % було одноповерховими, 75,9 % — двоповерховими, 10,1 % — триповерховими, 0 % — чотириповерховими, 0 % — п'ятиповерховими, 0 % — шестиповерховими,
0 % — семиповерховими, 0 % — з вісьмома та більше поверхами.

## Автопарк
| \| Автомобілі, зареєстровані у місті, за призначенням \| Автомобілі, зареєстровані у місті, за призначенням \| Автомобілі, зареєстровані у місті, за призначенням \| \| Рік \| 2006 р. \| 2005 р. \| \| -------------------------------------------------- \| -------------------------------------------------- \| -------------------------------------------------- \| \| Приватні автомобілі \| 50 % \| 58,4 % \| \| Мотоцикли \| 6,3 % \| 4,2 % \| \| Вантажівки \| 36,8 % \| 32,5 % \| \| Трактори \| 0,6 % \| 0,6 % \| \| Автобуси та ін. \| 6,3 % \| 4,2 % \| \| Усього автомобілів \| 174 шт. \| 166 шт. \| |         |         |
| Автомобілі, зареєстровані у місті, за призначенням |         |         |
| Рік | 2006 р. | 2005 р. |
| Приватні автомобілі | 50 %    | 58,4 %  |
| Мотоцикли | 6,3 %   | 4,2 %   |
| Вантажівки | 36,8 %  | 32,5 %  |
| Трактори | 0,6 %   | 0,6 %   |
| Автобуси та ін. | 6,3 %   | 4,2 %   |
| Усього автомобілів | 174 шт. | 166 шт. |

## Вживання каталанської мови
У 2001 р. каталанську мову у місті розуміли 100 % усього населення (у 1996 р. — 100 %), вміли говорити нею 98,7 % (у 1996 р. — 98,6 %), вміли читати 97,1 % (у 1996 р. — 86,5 %), вміли писати 68,1 % (у 1996 р. — 47,3 %). Не розуміли каталанської мови 0 %.

## Політичні уподобання
У виборах до Парламенту Каталонії у 2006 р. взяло участь 128 осіб (у 2003 р. — 145 осіб). Голоси за політичні сили розподілилися таким чином:
| \| Вибори до Парламенту Каталонії \| Вибори до Парламенту Каталонії \| Вибори до Парламенту Каталонії \| \| Рік \| 2006 р. \| 2003 р. \| \| -------------------------------------- \| ------------------------------ \| ------------------------------ \| \| Конвергенція та Єднання (CiU) \| 58,6 % \| 57,9 % \| \| Соціалістична партія Каталонії (PSC) \| 10,9 % \| 15,9 % \| \| Народна партія (PP) \| 3,1 % \| 0 % \| \| Ініціатива за зелену Каталонію (IC) \| 2,3 % \| 1,4 % \| \| Республіканська лівиця Каталонії (ERC) \| 23,4 % \| 24,1 % \| \| Громадянська партія (C's) \| 0,8 % \| 0 % \| \| Інші \| 0,8 % \| 0,7 % \| |         |         |
| Вибори до Парламенту Каталонії |         |         |
| Рік | 2006 р. | 2003 р. |
| Конвергенція та Єднання (CiU) | 58,6 %  | 57,9 %  |
| Соціалістична партія Каталонії (PSC) | 10,9 %  | 15,9 %  |
| Народна партія (PP) | 3,1 %   | 0 %     |
| Ініціатива за зелену Каталонію (IC) | 2,3 %   | 1,4 %   |
| Республіканська лівиця Каталонії (ERC) | 23,4 %  | 24,1 %  |
| Громадянська партія (C's) | 0,8 %   | 0 %     |
| Інші | 0,8 %   | 0,7 %   |